# Afrodizz
Afrodizz es una banda afrobeat/afrofunk canadiense de ocho integrantes originaria de Montreal. Su música es una mezcla moderna del afrobeat, jazz y funk, que ha sido descrita como poseedora de matices de The Herbaliser y Tony Allen.

## Historia
La banda fue formada en 2002 por el guitarrista de jazz montrealés Gabriel Aldama, quien también cumplía el rol de jefe de compositores de la banda, y que fue por primera vez introducido en el afrobeat mientras estudiaba en la universidad, y más específicamente cuando un amigo reprodujo un disco de vinilo de Fela Kuti, pionera del género. Aldama también ha señalado que la compilación de jazz-funk instrumental de 1996 titulada The In Sound From Way Out! de los Beastie Boys tuvo una gran influencia en él.
Los otros miembros incluyen al vocalista Vance Payne —quien canta en inglés, yorùbá y otros idiomas de Nigeria-, François Plante (bajo), Jean-Philippe Goncalves (batería), François Vincent (percusión), David Carbonneau (trompeta), Frèdé Simard (saxo tenor), y François Glidden (saxo barítono). Goncalves y Plante también son parte del trío de nu jazz, Plaster y Goncalves además, es uno de los conformantes del dúo de música electrónica Beast.

## Álbumes y premios
Afrodizz lanza su primer EP de manera independiente con cuatro temas en 2003, tocando ese mismo año en el Montreal International Jazz Festival siendo catalogada como la revelación del año en el evento.  Andy Williams —un DJ inglés radicado en Montreal conocido internacionalmente por su vasto conocimiento de jazz- compra el EP de la banda y se lo muestra a Adrian Gibson, dueño de la compañía discográfica del Reino Unido Freestyle Records y coordinador del Jazz Café en Londres; en este contexto, la banda fue invitada por Gibson con el fin grabar su primer álbum en sus estudios londinenses, y cuyo título fue Kif Kif.
Aunque su registro fue distribuido en Canadá por Do Right! Music, se puede indicar que el mayor éxito lo alcanza en Europa más que en su propio país de origen; en efecto, durante el apogeo de su éxito, fueron capaces de llenar durante sus presentaciones el prestigioso Jazz Café, una avenida conocida por acoger a diversas bandas de jazz prominentes.
En 2006 lanza su segundo álbum titulado Froots bajo el sello musical C4 Récords de Montreal. Aquí, el rockero Deweare aparece como vocalista invitado en la canción "Fashion Terroriste" interpretada por Serge Gainsbourg.
Froots gana en la categoría mejor álbum Worldbeat/Tradicional en los GAMIQ Awards 2006 (del francés: Gala alternatif de la musique indépendante du Québec), así como también el premio a mejor artista en la categoría Cosmopolitan del Montreal International Music Initiative Awards (MIMIs). 
Afrodizz interpretó la canción "Africa Music" en el álbum tributo Les machines à danser lanzado en junio de 2010; este álbum es una compilación de temas originalmente interpretados por la banda pop de Antillas francesas/Guayana Francesa La Compagnie Créole e incluye covers de artistas tales como Ariane Moffatt y Dubmatique.